# Северное Лабуханбату
Северное Лабуханбату (индон. Labuhanbatu Utara) — округ в провинции Северная Суматра. Административный центр — город Аэк-Канопан.

## История
Округ был выделен в 2008 году из округа Лабуханбату.

## Население
Согласно оценке 2007 года, на территории округа проживало 323 740 человек.

## Административное деление
Округ делится на следующие районы:
- Аэк-Куо
- Аэк-Натас
- Куалух-Хулу
- Куалух-Хилир
- Куалух-Лейдонг
- Куалух-Селатан
- Марбау
- На IX—X